# لارس أولوف نورلينغ
لارس أولوف نورلينغ (بالسويدية: Lars-Olof Norling)‏ (مواليد 30 سبتمبر 1935) هو ملاكم سويدي، مثّل بلاده في الألعاب الأولمبية الصيفية 1960.

## روابط خارجية
لارس أولوف نورلينغ على موقع أوليمبيديا (الإنجليزية)
- لارس أولوف نورلينغ على موقع اللجنة الأولمبية السويدية (السويدية)